# 김혜성 (탁구 선수)
김혜성(1993년 9월 5일 ~ )은 조선민주주의인민공화국의 탁구 선수이다. 2015년 태국 파타야에서 열린 아시아선수권대회에서 복식 금메달을 획득하였다.